# Thomas Hemsley
Thomas Hemsley (Coalville, Leicestershire, Reino Unido, 12 de abril de 1927 - 11 de abril de 2013) fue un barítono inglés.
Debutó en 1951 como el Eneas de Henry Purcell en el Mermaid Theatre de Londres, y debutó en el Festival de Glyndebourne en 1953. 
Fue el principal barítono de la Ópera de Aquisgrán entre 1953 y 1956, la Deutsche Oper am Rhein desde 1957 hasta 1963, y de la Ópera de Zúrich desde 1963 hasta 1967. Fue un destacado intérprete de Beckmesser en Los maestros cantores de Nuremberg, interpretando el papel en Bayreuth desde 1968 hasta 1970.
En 1960 interpretó el papel de Demetrio en El sueño de una noche de verano con el English Opera Group en Aldeburgh. Debutó en el Covent Garden en 1970 en el papel de Mangus de The Knot Garden, y en 1974 en la Ópera Escocesa ínterpretó el papel de César en la ópera de Iain Hamilton titulada The Catiline Conspiracy.